# Celsiustorget
Celsiustorget är ett torg i centrala Uppsala. Torget är beläget längs gågatan Svartbäcksgatan i samma kvarter som köpcentrumet S:t Per Gallerian. På torget ligger Celsiushuset, landets första astronomiska observatorium och en av få bevarade byggnader som följer stadens medeltida stadsplan. Torget är liksom huset döpt efter vetenskapsmannen och astronomen Anders Celsius.
Celsiustorget är en del av Sweden Solar System då en skalmodell av planeten Saturnus är placerad på torget.